# Vasilij Žbogar
Vasilij Žbogar (* 4. října 1975 Koper) je slovinský jachtař. Žije v Izole a je členem klubu JK Burja.
Startoval na pěti letních olympijských hrách. Ve třídě Laser byl v roce 2000 devatenáctý, v roce 2004 získal bronzovou medaili a v roce 2008 stříbrnou medaili. Ve třídě Finn byl na LOH 2012 šestý a na LOH 2016 obsadil druhé místo. Vyhrál Středomořské hry 2005 a mistrovství Evropy v jachtingu 2003 a 2013. Na světovém šampionátu v třídě Finn skončil v roce 2015 na třetím místě. V roce 2010 byl v posádce, která vyhrála regatu Barcolana v Terstu.
V roce 2004 byl vyhlášen slovinským sportovcem roku a v roce 2016 byl vlajkonošem výpravy Slovinska při zahájení olympiády.